# صاف‌رنگ‌کاری
صاف‌رنگ‌کاری یا رنگ‌آمیزی صاف، اصطلاحی است در نگارگری برای نقاشی بسیار دقیق با رنگ‌آمیزی صاف و صیقلی بدون پدیدار بودن کوچک‌ترین اثر ضربه قلم‌مو.
فرهنگستان فرانسه در سده هیجدهم صاف‌رنگ‌کاری را به عنوان معیاری برای تشخیص هنر «حرفه‌ای» از هنر ذوقی و غیرحرفه‌ای پذیرفته و اعلام کرد.
ژان اگوست دومینیک انگر ویژگی این فن را چنین توصیف کرد: «ضربه قلم‌مو، هر اندازه که هنرمندانه باشد، نباید دیده شود، در غیر این‌صورت، از انگیزش تخیل جلوگیری می‌کند و همه‌چیز را به سکون می‌کشاند. به جای این‌که موضوع اثر عرضه شود، دیدن ضربه‌های قلم‌مو توجه را به روند نقاشی جلب می‌کند: به جای اندیشه نقاش، دست نقاش نمایان می‌شود.»
پرهیز از صاف‌رنگ‌کاری و برتری دادن به نمایش آثار ضربه‌های قلم‌مو یکی از ویژگی‌ها و شناسه‌های دریافتگری است.